# Celosterna luteopubens
Celosterna luteopubens là một loài bọ cánh cứng trong họ Cerambycidae.